# Géry Verlinden
Géry Verlinden (Mortsel, 1 mei 1954) is een voormalig Belgisch wielrenner, beroeps van 1977 tot 1987. Zijn voornaamste overwinning is zijn titel als kampioen van België op de weg in 1979 te Neder-over-Heembeek.

## Erelijst
1978
1e in GP Stad Vilvoorde
1e in GP Union Dortmund
1e in Hyon - Mons
1e in Mortsel
1e in Niel
1e in Ninove
1e in Onze-Lieve-Vrouw Waver
1e in Eindklassement Scottish Milk Race
1e in 1e etappe Ronde van Zwitserland
1e in Ronse
1979
1e in Boechout
1e in Brasschaat
1e in De Panne, Criterium
1e in Mellet
 1e in Nationaal kampioenschap op de weg (Neder-over-Heembeek)
1e in Omloop van Midden-België
1980
1e in GP Fina - Fayt-le-Franc
1e in Mere
1e in Sint-Gillis-Waas
1e in Meisterschaft von Zürich
1981
1e in 6e etappe B van de Ronde van Duitsland
1e in Dilsen
1e in Kustpijl
1e in Mortsel
1e in Zottegem - Dr Tistaertprijs
1982
1e in Kampioenschap van Vlaanderen - Koolskamp
1e in Mandel - Leie - Schelde
1e in Mere
1e in Strombeek-Bever
1e in Brasschaat
1983
1e in Kaprijke
1e in Mortsel
1e in Schoonaarde
1e in Wommelgem
1984
1e in Hannut
1e in 13e etappe Herald Sun Tour
1e in Schaal Sels
1e in Sombreffe
1e in Anderlues
1985
1e in Booischot
1e in Flèche Hesbignonne Cras Avernas
1e in 6e etappe Herald Sun Tour
1986
1e in Oostkamp

## Resultaten in voornaamste wedstrijden
| Jaar | Ronde van Italië | Ronde van Frankrijk | Ronde van Spanje |
| ---- | ---------------- | ------------------- | ---------------- |
| 1977 |                  |                     |                  |
| 1978 |                  |                     |                  |
| 1979 |                  | opgave              |                  |
| 1980 |                  | 22e                 |                  |
| 1981 |                  |                     |                  |
| 1982 |                  |                     |                  |
| 1984 |                  |                     |                  |
| 1985 |                  |                     |                  |

| Jaar | Milaan-San Remo | Gent-Wevelgem | Ronde van Vlaanderen | Amstel Gold Race | Parijs-Brussel | Parijs-Tours |  | Wereldranglijsten |
| ---- | --------------- | ------------- | -------------------- | ---------------- | -------------- | ------------ |  | ----------------- |
| 1977 |                 |               |                      |                  | 50e            | 42e          |  |                   |
| 1978 |                 |               |                      |                  | 7e             | 9e           |  |                   |
| 1979 |                 | 91e           |                      |                  | 43e            |              |  |                   |
| 1980 |                 | 35e           | 18e                  |                  | 40e            |              |  | 30e (SPP)         |
| 1981 |                 | 39e           |                      |                  |                |              |  |                   |
| 1982 | 32e             |               |                      |                  |                |              |  |                   |
| 1984 |                 |               |                      | 53e              |                |              |  |                   |
| 1985 |                 | 42e           |                      |                  |                |              |  |                   |